# Parafia św. Marii Magdaleny w Warszawie (Wawrzyszew)
Parafia św. Marii Magdaleny w Warszawie – parafia rzymskokatolicka należąca do dekanatu bielańskiego, archidiecezji warszawskiej, metropolii warszawskiej Kościoła katolickiego, w Warszawie. Obsługiwana przez księży diecezjalnych. W parafii posługę pełnią siostry Adoratorki Krwi Chrystusa. 

## Historia
Parafia została erygowana w XVI wieku.

### Kościół parafialny
Józef Łukaszewicz tak opisuje powstanie „starego“ kościoła (pisownia oryginalna):
Kościół parochialny w Wawrzyszewie.
Wieś Wawrzyszew należała do parochii ś. Jana Chrzciciela w Warszawie, ale że Wawrzyszew zbyt daleko od Warszawy leży, przeto dla wygody mieszkańców tej wsi Baltazar Szymaszowski, czy też Szymanowski, lekarz królewski, artium et medicinae doctor, założył i uposażył tu kościół parochialny 1542 roku, a biskup poznański Benedykt Izbieński nadał mu dziesięciny ze wsi królewskiej Burakowska Wola.
Kościół wawrzyszewski niezbyt jeszcze wówczas dawny wizytował w roku 1603 biskup poznański, Wawrzyniec Goślicki i tak go opisuje: „Kościół w Wawrzyszewie cały murowany, pod tytułem ś. Maryi Magdaleny poświęcony, deskami pokryty dobrze, ale zakrystya jego grozi w podniebieniu wielkiem niebezpieczeństwem, ściany też kościoła i sufit wymagają naprawy. Kolatorem kościoła jest pan N. Kącki”. - Uposażeniem kościoła, prócz łanu jednego roli w Wawrzyszewie były dziesięciny z Wawrzyszewa, z młynów królewskich i z Wróblewa.
Kościół, którego zdjęcie jest zamieszczone w infoboksie został wybudowany w latach 90. XX wieku.

### Kościół filalny
Kościół św. Marii Magdaleny w Warszawie

### Cmentarz
Na terenie parafii znajduje się cmentarz Wawrzyszewski.

## Bibliografia

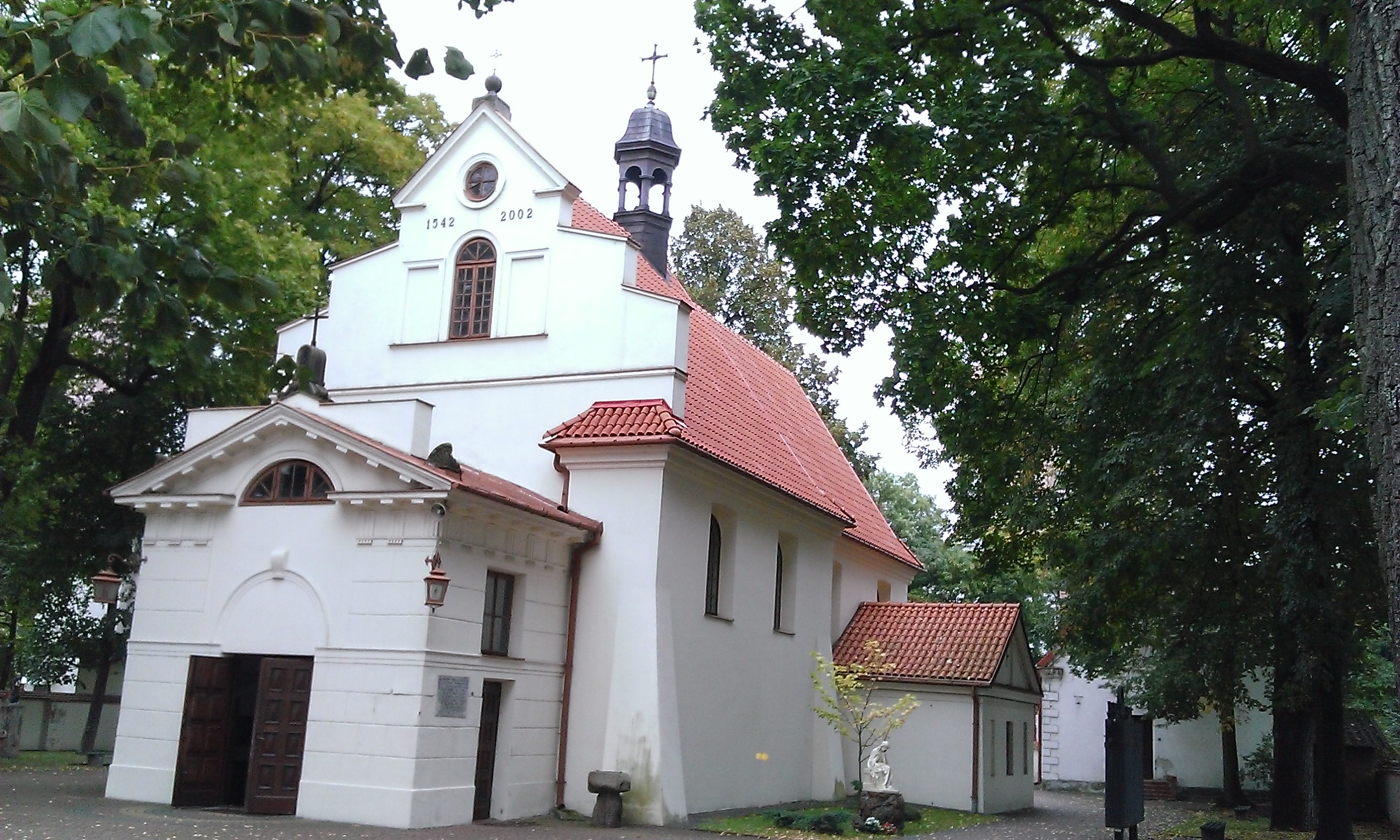
Warszawa - kościół Św. Marii Magdaleny na Wawrzyszewie